# Aspères
Aspères település Franciaországban, Gard megyében. Lakosainak száma 553 fő (2022. január 1.). Aspères Carnas, Saint-Clément, Campagne, Garrigues, Salinelles és Sommières községekkel határos.

## Népesség
A település népességének változása:
| Lakosok száma | 246  | 249  | 289  | 438  | 531  | 523  | 512  | 514  | 530  | 553  |
|               | 1968 | 1982 | 1990 | 2006 | 2013 | 2015 | 2017 | 2019 | 2020 | 2022 |